# Tic, Tic Tac
Tic, Tic Tac é uma toada do boi-bumbá Garantido, do ano de 1993. Composição de Braulino Lima, ficou mais conhecida quando foi lançada pelo grupo amazonense Carrapicho, tornando-se o Hit número um em várias partes do mundo em 1996, chegando a ficar em primeiro lugar nas paradas de diversos países europeus, destacando-se na França ficando por três semanas consecutivas na parada SNEP, além de ser certificado com Disco de Diamante com quase 1 milhão de singles vendidos e estando entre os mais bem-sucedidos singles da história daquele país.

## Desempenho comercial
Em 1996, um produtor francês, Patrick Bruel, ouviu a toada na versão do Grupo Carrapicho e decidiu lançá-la na França. O sucesso foi tão grande que acabou tornando-se um hit do verão europeu. O Carrapicho chegou a assinar contrato com a BMG francesa.
Além da França, o sucesso do grupo em solo europeu estendeu-se a países como Alemanha, Bélgica, Suíça, Polônia, chegando até Israel e Líbano. Na Rússia, o cantor pop local Murat Nasyrov fez uma versão da canção, com um texto em russo, a versão ganhou o nome de "Malchik hochet v Tambov".
Em 1997, o Carrapicho finalmente tornou-se sucesso no Brasil. 
No Brasil, a música foi apresentada pela primeira vez no ano de 1996 em rede nacional no programa Domingo Legal (SBT), sob apresentação de Augusto Liberato (Gugu), que convidou o grupo para se apresentar em seu programa após ter ouvido e constatado o sucesso do grupo na Europa, quando viajava em férias.

## Faixas e formatos[4]
CD single
1. "Tic, Tic Tac" — 3:16
2. "E' O Sol Adormece" — 2:17

CD single
1. "Tic, Tic Tac" (radio edit 1) Chilli featuring Carrapicho — 3:45
2. "Tic, Tic Tac" (radio edit 2) Carrapicho featuring Chilli — 3:45

CD single
1. "Tic, Tic Tac" (radio edit 1) Chilli featuring Carrapicho — 3:45
2. "Tic, Tic Tac" (radio edit 2) Carrapicho featuring Chilli — 3:45
3. "Tic, Tic Tac" (club mix) Chilli featuring Carrapicho — 6:50
4. "Tic, Tic Tac" (copacabana drive mix) Carrapicho featuring Chilli — 6:46

12" single
1. "Tic, Tic Tac" (club mix) — 4:45
2. "Tic, Tic Tac" (eingle edit) — 3:16

2 x 12" maxi
1. "Tic, Tic Tac" (rosabel tiki-tiki dub) — 11:41
2. "Tic, Tic Tac" (rosabel house mix) — 8:41
3. "Tic, Tic Tac" (mardi gras cha cha mix) — 7:07
4. "Tic, Tic Tac" (bang da drum mix) — 7:00
5. "Tic, Tic Tac" (bang da drum dub) — 7:00
6. "Tic, Tic Tac" (play hard house mix) — 6:14
7. "Tic, Tic Tac" (batucada HNRG mix) — 4:30

## Desempenho nas paradas
| País/Parada (1996)                           | Melhor posição |
| -------------------------------------------- | -------------- |
| Bélgica - Ultratop Flandres                  | 6              |
| Bélgica - Ultratop Valônia                   | 2              |
| Países Baixos - Mega Charts                  | 47             |
| França - SNEP                                | 1(3x)          |
| Portugal - AFP                               | 1              |
| Espanha - Promusicae                         | 3              |
| País/Parada (1997)                           | Melhor posição |
| Áustria - Ö3 Austria Top 40                  | 2              |
| Canadá - Canadian Hot 100                    | 14             |
| Alemanha - Media Control Charts              | 5              |
| Noruega - Mitä hittiä                        | 4              |
| Suécia - Sverigetopplistan                   | 24             |
| Suíça - Swiss Music Charts                   | 6              |
| Reino Unido - UK Music Charts                | 59             |
| Estados Unidos Billboard Hot Dance Club Play | 8              |

| Parada de fim de ano (1996) | Posição |
| --------------------------- | ------- |
| Bélgica - Ultratop Flandres | 52      |
| Bélgica - Ultratop Valônia  | 10      |
| França - SNEP               | 2       |
| Parada de fim de ano (1997) | Posição |
| Áustria - Ö3 Austria Top 40 | 13      |
| Suíça - Swiss Music Charts  | 37      |

## Certificações
| País                   | Certificação | Vendas  | Vendas físicas |
| ---------------------- | ------------ | ------- | -------------- |
| Áustria - IFPI Áustria | Ouro         | 15,000  |                |
| França - SNEP          | Diamante     | 750,000 | 980,000        |
| Alemanha - BVMI        | Ouro         | 150,000 |                |
| Noruega - IFPI Noruega | Ouro         | 5,000   |                |